# Великокучуровская сельская община
Великокучуровская сельская община (укр. Великокучурівська сільська громада) — территориальная община в Черновицком районе Черновицкой области Украины.
Административный центр — село Великий Кучуров.
Население составляет 14418 человек. Площадь — 98 06 км².
В соответствии с распоряжением Кабинета Министров Украины от 12 июня 2020 года, в состав общины вошла территория Великокучуровского, Снячевского и Тисовецкого сельских советов упразднённого Сторожинецкого района

## Населённые пункты
В состав общины входит 5 сёл:
- Великий Кучуров
  - Годылов
- Снячевский старостинский округ:
  - Глубочок
  - Снячев
- Тисовецкий старостинский округ:
  - Тисовец